# Liste der Monuments historiques in Spoy (Aube)
Die Liste der Monuments historiques in Spoy führt die Monuments historiques in der französischen Gemeinde Spoy auf.

## Liste der Immobilien
| Bezeichnung | Beschreibung                          | Standort            | Kennzeichnung | Schutzstatus | Datum | Bild           |
| ----------- | ------------------------------------- | ------------------- | ------------- | ------------ | ----- | -------------- |
| Römerbrücke | gallorömische Brücke über den Landion | Voie romaine (Lage) | PA00078242    | Classé       | 1973  | weitere Bilder |

## Liste der Objekte
| Bezeichnung                   | Beschreibung                                                     | Standort                       | Kennzeichnung | Schutzstatus | Datum | Bild |
| ----------------------------- | ---------------------------------------------------------------- | ------------------------------ | ------------- | ------------ | ----- | ---- |
| Pietà (1)                     | Holz, farbig gefasst, 16. Jahrhundert                            | in der Kirche St-Didier (Lage) | PM10004427    | Inscrit      | 1976  |      |
| Büste eines heiligen Bischofs | Eichenholz, einfarbig gefasst, 16. Jahrhundert                   | in der Kirche St-Didier (Lage) | PM10004430    | Inscrit      | 1980  |      |
| Sessel                        | Eichenholz, bemalt und vergoldet, 18. Jahrhundert                | in der Kirche St-Didier (Lage) | PM10002195    | Classé       | 1977  |      |
| Skulptur Heilige Katharina    | Kalkstein, weiß gefasst und vergoldet, 16. Jahrhundert           | in der Kirche St-Didier (Lage) | PM10002193    | Classé       | 1908  |      |
| Taufbecken                    | Kalkstein, 16. Jahrhundert; Verbleib unbekannt                   | in der Kirche St-Didier (Lage) | PM10002194    | Classé       | 1913  |      |
| Skulptur Unterweisung Mariens | Kalkstein, einfarbig gefasst, zweite Hälfte des 16. Jahrhunderts | in der Kirche St-Didier (Lage) | PM10004428    | Inscrit      | 1977  |      |
| Skulptur Heiliger Desiderius  | Kalkstein, farbig gefasst und vergoldet, 16. Jahrhundert         | in der Kirche St-Didier (Lage) | PM10004429    | Inscrit      | 1980  |      |
| Pietà (2)                     | Kalkstein, einfarbig gefasst, zweite Hälfte des 17. Jahrhunderts | in der Kirche St-Didier (Lage) | PM10002196    | Classé       | 1977  |      |